# ديجيمون نيكست
ديجيمون نيكست(بالإنجليزية: Digimon Next)‏(باليابانية: デ ジ モ ン ネ ク ス ト، بالروماجي: Dejimon Nekusuto؟)، هو مُجلد مانغا الديجيمون الثاني الذي طُبع في مجلة في جمب في 17 ديسمبر2005. الشخصية الرئيسية هي تسوروغي تاتسونو وشريكه جريمون. وهو شخصية يختص فقط في مانغا الديجيمون ويشبه إلى حدٍ كبير تايتشي (أمجد) من المسلسل.
- ديجيمون نيكست على موقع ANN manga (الإنجليزية)